# 比利亚尔瓦德拉洛马
比利亚尔瓦德拉洛马，是西班牙卡斯蒂利亚-莱昂巴利亚多利德省的一个市镇。总面积14平方公里，总人口47人（2001年），人口密度3人/平方公里。